# جيروم غاري كوبر
جيروم غاري كوبر (بالإنجليزية: Jerome G. Cooper)‏ هو دبلوماسي وشخصية أعمال وضابط وسياسي أمريكي، ولد في 2 أكتوبر 1936. انتخب عضو مجلس نواب ألاباما.